# 2012年の映画
2012年の映画（2012ねんのえいが）では、2012年（平成24年）の映画分野の出来事（動向）について記述する。
2011年の映画 - 2012年の映画 - 2013年の映画

## 映画祭
映画祭の日程
| 日付           | 映画祭                             | 主催                                         | 場所                                 | 参照  |
| -------------- | ---------------------------------- | -------------------------------------------- | ------------------------------------ | ----- |
| 1月19日-29日   | 2012年サンダンス映画祭             | Sundance Institute                           | パークシティ、ユタ州、アメリカ合衆国 | [ 1 ] |
| 1月25日-2月5日 | ロッテルダム国際映画祭             | International Film Festival Rotterdam (IFFR) | ロッテルダム                         |       |
| 2月9日-16日    | 第62回ベルリン国際映画祭           | ベルリン国際映画祭                           | ベルリン、ドイツ                     | [ 2 ] |
| 3月7日-11日    | ドーヴィル・アジア映画祭（英語版） |                                              | ドーヴィル、フランス                 | [ 3 ] |
| 5月16日-27日   | 第65回カンヌ国際映画祭             | カンヌ国際映画祭                             | カンヌ、フランス                     | [ 4 ] |
| 8月29日-9月8日 | 第69回ヴェネツィア国際映画祭       | ヴェネツィア・ビエンナーレ                   | ヴェニス、イタリア                   | [ 5 ] |
| 9月6日–16日    | 第37回トロント国際映画祭           | トロント国際映画祭                           | トロント、カナダ                     | [ 6 ] |
| 10月20日-28日  | 第25回東京国際映画祭               | 公益財団法人ユニジャパン                     | 東京                                 |       |

## 映画賞
映画の賞の受賞者発表や授与式の日程
- 1月15日 - ゴールデングローブ賞
- 1月29日 - 全米映画俳優組合賞
- 2月12日 - 英国アカデミー賞
- 2月19日 - 金熊賞
- 2月26日 - アカデミー賞
- 5月27日 - パルムドール
- 9月8日 - 金獅子賞

日本国内
- 1月17日 -  毎日映画コンクールの各賞
- 2月4日 - キネマ旬報の各賞
- 2月14日 - ブルーリボン賞
- 3月2日 - 日本アカデミー賞

## 周年
- 創立80周年
  - 東宝

## 出来事

### 世界
- 1月15日 - 第69回ゴールデングローブ賞授賞式が行われ、ドラマ部門で『ファミリー・ツリー』が、ミュージカル・コメディ部門で『アーティスト』が作品賞を受賞した。
- 1月29日 - 第18回全米映画俳優組合賞の結果が発表され、『ヘルプ 〜心がつなぐストーリー〜』がキャスト賞を受賞した。
- 2月9日 - 2月19日 - 第62回ベルリン国際映画祭が開催され、イタリアの『塀の中のジュリアス・シーザー』が金熊賞を受賞した。
- 2月12日 - 第65回英国アカデミー賞の結果が発表され、『アーティスト』が作品賞を受賞した。
- 2月26日 - 第84回アカデミー賞の結果が発表され、『アーティスト』が作品賞を受賞した。
- 5月16日 - 5月27日 - 第65回カンヌ国際映画祭が開催され、フランス・ドイツ・オーストリア映画の『愛、アムール』がパルム・ドールを受賞した。
- 6月3日 - MTVムービー・アワード2012の結果が発表され、『トワイライト・サーガ/ブレイキング・ドーン Part1』が作品賞を受賞した。
- 8月23日 - 9月3日 - 第36回モントリオール世界映画祭が開催され、日本映画の『あなたへ』（高倉健　主演）が特別賞、『カラカラ』（工藤夕貴主演）が「世界に開かれた視点賞」と「観客賞（カナダ長編部門）」の2つを受賞
- 8月29日 - 9月8日 - 第69回ヴェネツィア国際映画祭が開催され、韓国映画の『嘆きのピエタ』が金獅子賞を受賞した。

### 日本
- 1月17日 - 第66回毎日映画コンクールの表彰式が川崎市のチネチッタで行われ、『一枚のハガキ』が日本映画大賞を受賞した。
- 2月4日 - 第85回キネマ旬報ベスト・テンの授賞式が行われ、日本映画作品賞は『一枚のハガキ』が、外国映画作品賞は『ゴーストライター』がそれぞれ受賞した。
- 2月14日 - 第54回ブルーリボン賞の授賞式が東京・イイノホールで行われ、作品賞は『冷たい熱帯魚』が受賞した。
- 2月23日 - 2月27日 - ゆうばり国際ファンタスティック映画祭2012が開催され、
- 3月2日 - 第35回日本アカデミー賞の結果が発表され、『八日目の蝉』が最優秀作品賞を受賞した。
- 5月29日 - 日本の現役最高齢監督、新藤兼人が老衰のため死去（享年100）。『一枚のハガキ』が生涯最後の作品となった[7]。
- 9月12日 - 富士フイルムが映画用フィルムの生産を2013年春ごろまでに終了する事を決定した。
- 9月18日 - 9月28日 - 第34回ぴあフィルムフェスティバル(PFF)が東京国立近代美術館フィルムセンターで開幕され、
- 10月15日 - 俳優の高倉健が第60回菊池寛賞を受賞。映画俳優では1987年の笠智衆以来25年ぶり[8]。
- 10月17日 - 映画監督の若松孝二が交通事故により死去（享年76）。
- 10月20日 - 10月28日 - 第25回東京国際映画祭（TIFF）が開幕され、フランス映画の『もうひとりの息子』が東京 サクラ グランプリを受賞、フランス映画としては2年連続の受賞[9]。

## 各国の映画
en:Category:Lists of 2012 films by country（国別の、2012年公開の映画作品）

## 全世界興行収入ランキング
全世界のランキング
| 順位 | タイトル                                        | スタジオ                          | 興行収入       |
| ---- | ----------------------------------------------- | --------------------------------- | -------------- |
| 1    | アベンジャーズ                                  | マーベル・スタジオ                | $1,519,557,910 |
| 2    | 007 スカイフォール                              | コロンビア ピクチャーズ/MGM       | $1,108,561,013 |
| 3    | ダークナイト ライジング                         | ワーナー・ブラザース              | $1,084,939,099 |
| 4    | ホビット 思いがけない冒険                       | ワーナー・ブラザース              | $1,021,103,568 |
| 5    | アイス・エイジ4/パイレーツ大冒険                | 20世紀フォックス                  | $877,244,782   |
| 6    | トワイライト・サーガ/ブレイキング・ドーン Part2 | ライオンズゲート/サミット         | $829,746,820   |
| 7    | アメイジング・スパイダーマン                    | コロンビア映画                    | $757,930,663   |
| 8    | マダガスカル3                                   | パラマウント映画/ドリームワークス | $746,921,274   |
| 9    | ハンガー・ゲーム                                | ライオンズゲート                  | $694,394,724   |
| 10   | メン・イン・ブラック3                           | コロンビア映画                    | $624,026,776   |

出典:“2012 Worldwide Box Office Results”.  Box Office Mojo. 2015年12月27日閲覧。

## 各大陸、各国ランキング

### 北米興行収入ランキング
| 順位 | タイトル                                        | スタジオ                           | 興行収入     |
| ---- | ----------------------------------------------- | ---------------------------------- | ------------ |
| 1    | アベンジャーズ                                  | マーベル・スタジオ                 | $623,357,910 |
| 2    | ダークナイト ライジング                         | ワーナー・ブラザース               | $448,139,099 |
| 3    | ハンガー・ゲーム                                | ライオンズゲート                   | $408,010,692 |
| 4    | 007 スカイフォール                              | コロンビア ピクチャーズ            | $304,360,277 |
| 5    | ホビット 思いがけない冒険                       | ワーナー・ブラザース               | $303,003,568 |
| 6    | トワイライト・サーガ/ブレイキング・ドーン Part2 | ライオンズゲート/サミット          | $292,324,737 |
| 7    | アメイジング・スパイダーマン                    | コロンビア映画                     | $262,030,663 |
| 8    | メリダとおそろしの森                            | ウォルト・ディズニー・ピクチャーズ | $237,283,207 |
| 9    | テッド                                          | ユニバーサル・スタジオ             | $218,815,487 |
| 10   | マダガスカル3                                   | パラマウント映画/ドリームワークス  | $216,391,482 |

出典:“2012 Domestic Yearly Box Office Results”.  Box Office Mojo. 2015年12月27日閲覧。

### 日本興行収入ランキング
| 順位 | 題名                                                                  | 製作国                  | 配給                | 興行収入 |
| ---- | --------------------------------------------------------------------- | ----------------------- | ------------------- | -------- |
| 1    | BRAVE HEARTS 海猿                                                     | 日本の旗                | 東宝                | 73.3億円 |
| 2    | テルマエ・ロマエ                                                      | 日本の旗                | 東宝                | 59.8億円 |
| 3    | 踊る大捜査線 THE FINAL 新たなる希望                                   | 日本の旗                | 東宝                | 59.7億円 |
| 4    | ミッション:インポッシブル/ゴースト・プロトコル                        | アメリカ合衆国の旗      | パラマウント映画    | 53.8億円 |
| 5    | ヱヴァンゲリヲン新劇場版:Q                                            | 日本の旗                | ティ・ジョイ/カラー | 53.0億円 |
| 6    | おおかみこどもの雨と雪                                                | 日本の旗                | 東宝                | 42.2億円 |
| 7    | バイオハザードV リトリビューション                                    | カナダの旗 · ドイツの旗 | ソニー              | 38.1億円 |
| 8    | ドラえもん のび太と奇跡の島 〜アニマル アドベンチャー〜               | 日本の旗                | 東宝                | 36.2億円 |
| 9    | 劇場版ポケットモンスター ベストウイッシュ キュレムVS聖剣士 ケルディオ | 日本の旗                | 東宝                | 36.1億円 |
| 9    | アベンジャーズ                                                        | アメリカ合衆国の旗      | ディズニー          | 36.1億円 |

出典:2012年興行収入10億円以上番組 (PDF)  - 日本映画製作者連盟

## 日本の映画興行
- 入場者数 1億5516万人[10]
- 興行収入 1951億9000万円[10]

| 配給会社 | 番組数 | 年間興行収入  | 前年対比 | 備考 |
| -------- | ------ | ------------- | -------- | --- |
| 松竹     | 18     | 074億2297万円 | 076.1%   | 2010年から下降が継続している。 |
| 東宝     | 34     | 741億3577万円 | 125.4%   | 東宝歴代2位の年間興行収入。邦画興行収入トップテンのうち9番組を東宝が占めた。 |
| 東映     | 27     | 175億3889万円 | 104.8%   | 『ONE PIECE FILM Z』の大ヒットや定番の仮面ライダーやアニメの安定した数字が好成績につながった。『ヱヴァンゲリヲン新劇場版:Q』を配給した子会社のティ・ジョイを加えれば興行収入は200億円を超える。 |

出典:「2012年 日本映画・外国映画 業界総決算」『キネマ旬報』2013年（平成25年）2月下旬号、キネマ旬報社、2013年、204 - 210頁。

## 受賞
- 第85回アカデミー賞
  - 作品賞 - 『アルゴ』 - グラント・ヘスロヴ、ベン・アフレック、ジョージ・クルーニー
  - 監督賞 -  アン・リー - 『ライフ・オブ・パイ/トラと漂流した227日』
  - 主演男優賞 - ダニエル・デイ＝ルイス - 『リンカーン』
  - 主演女優賞 - ジェニファー・ローレンス - 『世界にひとつのプレイブック』
  - 助演男優賞 - クリストフ・ヴァルツ - 『ジャンゴ 繋がれざる者』
  - 助演女優賞 - アン・ハサウェイ - 『レ・ミゼラブル』

- 第70回ゴールデングローブ賞
  - 作品賞 (ドラマ部門) - 『アルゴ』
  - 主演女優賞 (ドラマ部門) - ジェシカ・チャステイン - 『ゼロ・ダーク・サーティ』
  - 主演男優賞 (ドラマ部門) - ダニエル・デイ＝ルイス - 『リンカーン』
  - 作品賞 (ミュージカル・コメディ部門) - 『レ・ミゼラブル』
  - 主演女優賞 (ミュージカル・コメディ部門) - ジェニファー・ローレンス - 『世界にひとつのプレイブック』
  - 主演男優賞 (ミュージカル・コメディ部門) - ヒュー・ジャックマン - 『レ・ミゼラブル』
  - 外国語映画賞 - 『愛、アムール』
  - 監督賞 - ベン・アフレック - 『アルゴ』

- 第78回ニューヨーク映画批評家協会賞
  - 作品賞: 『ゼロ・ダーク・サーティ』

- 第69回ヴェネツィア国際映画祭
  - 金獅子賞: 『嘆きのピエタ』（キム・ギドク監督）
  - 銀獅子賞（監督賞）: ポール・トーマス・アンダーソン（『ザ・マスター』）
  - 男優賞: フィリップ・シーモア・ホフマンとホアキン・フェニックス（『ザ・マスター』）
  - 女優賞: ハダス・ヤロン（Fill the Void）

- 第65回カンヌ国際映画祭
  - パルム・ドール: 『愛、アムール』（ミヒャエル・ハネケ監督）
  - グランプリ: 『リアリティー』（マッテオ・ガローネ監督）
  - 審査員賞: 『天使の分け前』（ケン・ローチ監督）
  - 男優賞: マッツ・ミケルセン（『偽りなき者』）
  - 女優賞: コスミナ・ストラタン、クリスティナ・フルトゥル（『汚れなき祈り』）
  - 監督賞: カルロス・レイガダス（『闇のあとの光』）
  - 脚本賞: 『汚れなき祈り』 （クリスティアン・ムンジウ）

- 第62回ベルリン国際映画祭
  - 金熊賞: 『塀の中のジュリアス・シーザー』（パオロ&ヴィットリオ・タヴィアーニ監督）
  - 銀熊賞（審査員グランプリ）: Just the Wind （ベンス・フリーガウフ監督）
  - 銀熊賞（監督賞）: クリスティアン・ペツォールト（『東ベルリンから来た女』）
  - 銀熊賞（男優賞）: ミケル・ボー・フォルスゴー（『ロイヤル・アフェア 愛と欲望の王宮』）
  - 銀熊賞（女優賞）: レイチェル・ムワンザ（『魔女と呼ばれた少女』）

- 第36回日本アカデミー賞
  - 最優秀作品賞 - 『桐島、部活やめるってよ』
  - 最優秀監督賞 - 吉田大八（『桐島、部活やめるってよ』）
  - 最優秀主演男優賞 - 阿部寛（『テルマエ・ロマエ』）
  - 最優秀主演女優賞 - 樹木希林（『わが母の記』）

- 第55回ブルーリボン賞
  - 作品賞 - 『かぞくのくに』
  - 主演男優賞 - 阿部寛 （『麒麟の翼』『テルマエ・ロマエ』『カラスの親指』）
  - 主演女優賞 - 安藤サクラ （『かぞくのくに』）
  - 監督賞 - 内田けんじ （『鍵泥棒のメソッド』）

- 第86回キネマ旬報ベスト・テン
  - 外国映画第1位 - 『ニーチェの馬』
  - 日本映画第1位 -  『かぞくのくに』

- 第67回毎日映画コンクール
  - 日本映画大賞 - 『終の信託』

## 死去
| 日付 | 日付 | 名前                           | 出身国             | 年齢 | 職業                                                                     |
| 1月  | 2日  | 真樹日佐夫                     | 日本の旗           | 71   | 小説家・空手家                                                           |
| 1月  | 2日  | 野口竜                         | 日本の旗           | 78   | 漫画家・イラストレーター                                                 |
| 1月  | 5日  | 林光                           | 日本の旗           | 80   | 作曲家                                                                   |
| 1月  | 6日  | 足立明                         | 日本の旗           | 75   | 放送作家                                                                 |
| 1月  | 7日  | 二谷英明                       | 日本の旗           | 81   | 俳優                                                                     |
| 1月  | 8日  | 玉木宏樹                       | 日本の旗           | 68   | 作曲家                                                                   |
| 1月  | 12日 | 別宮貞雄                       | 日本の旗           | 89   | 作曲家                                                                   |
| 1月  | 16日 | エフロン・アトキン             | イスラエルの旗     | 59   | 俳優、声優                                                               |
| 1月  | 21日 | 石岡瑛子                       | 日本の旗           | 73   | 美術監督・衣裳デザイナー                                                 |
| 1月  | 24日 | テオ・アンゲロプロス           | ギリシャの旗       | 76   | 映画監督                                                                 |
| 1月  | 24日 | ジェームズ・ファレンティノ     | アメリカ合衆国の旗 | 73   | 俳優                                                                     |
| 1月  | 29日 | 河野典生                       | 日本の旗           | 77   | 小説家                                                                   |
| 2月  | 2日  | 石田勝心                       | 日本の旗           | 79   | 映画監督                                                                 |
| 2月  | 3日  | ベン・ギャザラ                 | アメリカ合衆国の旗 | 81   | 男優                                                                     |
| 2月  | 9日  | 大平シロー                     | 日本の旗           | 55   | 笑い芸人・放送作家                                                       |
| 2月  | 10日 | 左右田一平                     | 日本の旗           | 81   | 男優                                                                     |
| 2月  | 11日 | ホイットニー・ヒューストン     | アメリカ合衆国の旗 | 48   | 歌手・女優                                                               |
| 2月  | 12日 | 磯邊律男                       | 日本の旗           | 89   | 博報堂代表取締役相談役                                                   |
| 2月  | 12日 | デイビッド・ケリー             | アイルランドの旗   | 82   | 男優                                                                     |
| 2月  | 13日 | 三崎千恵子                     | 日本の旗           | 91   | 女優                                                                     |
| 2月  | 16日 | 淡島千景                       | 日本の旗           | 87   | 女優                                                                     |
| 2月  | 17日 | 奥中惇夫                       | 日本の旗           | 81   | 映画監督                                                                 |
| 2月  | 18日 | リック・ウェイト               | アメリカ合衆国の旗 | 78   | 撮影監督                                                                 |
| 2月  | 19日 | 井上泰幸                       | 日本の旗           | 89   | 美術監督                                                                 |
| 2月  | 22日 | 北公次                         | 日本の旗           | 63   | 元・フォーリーブスリーダー                                               |
| 2月  | 25日 | エルランド・ヨセフソン         | スウェーデンの旗   | 88   | 俳優                                                                     |
| 2月  | 28日 | 中村美代子                     | 日本の旗           | 89   | 女優                                                                     |
| 2月  | 29日 | デイビー・ジョーンズ           | イギリスの旗       | 66   | 元・ザ・モンキーズメンバー                                               |
| 3月  | 5日  | ロバート・シャーマン           | アメリカ合衆国の旗 | 86   | 作曲家                                                                   |
| 3月  | 6日  | 紗ゆり                         | 日本の旗           | 55   | 声優                                                                     |
| 3月  | 7日  | 山口美江                       | 日本の旗           | 51   | フリーキャスター                                                         |
| 3月  | 8日  | 飯田和平                       | 日本の旗           | 75   | 俳優・声優                                                               |
| 3月  | 10日 | ジャン・ジロー                 | フランスの旗       | 73   | 漫画家                                                                   |
| 3月  | 12日 | 浜かおる                       | 日本の旗           | 64   | 女優                                                                     |
| 3月  | 13日 | ミシェル・デュショソワ         | フランスの旗       | 73   | 男優                                                                     |
| 3月  | 14日 | ピエール・シェンデルフェール   | フランスの旗       | 83   | 脚本家・映画監督                                                         |
| 3月  | 17日 | 藤岡太郎                       | 日本の旗           | 47   | 俳優・お笑い芸人                                                         |
| 3月  | 19日 | ウール・グロスバード           | ベルギーの旗       | 83   | 映画監督・プロデューサー・舞台監督                                       |
| 3月  | 20日 | 石黒昇                         | 日本の旗           | 73   | アニメーター・映画監督                                                   |
| 3月  | 25日 | アントニオ・タブッキ           | イタリアの旗       | 68   | 作家                                                                     |
| 3月  | 29日 | ルーク・アスキュー             | アメリカ合衆国の旗 | 80   | 俳優                                                                     |
| 4月  | 4日  | クロード・ミレール             | フランスの旗       | 70   | 映画監督・脚本家                                                         |
| 4月  | 5日  | 影丸穣也                       | 日本の旗           | 72   | 漫画家                                                                   |
| 4月  | 8日  | 安岡力也                       | 日本の旗           | 63   | 男優                                                                     |
| 4月  | 9日  | 青野武                         | 日本の旗           | 75   | 声優                                                                     |
| 4月  | 14日 | 荒木しげる                     | 日本の旗           | 63   | 男優                                                                     |
| 4月  | 19日 | リヴォン・ヘルム               | アメリカ合衆国の旗 | 71   | ザ・バンドのメンバー                                                     |
| 4月  | 24日 | 土田世紀                       | 日本の旗           | 43   | 漫画家                                                                   |
| 4月  | 28日 | 簗正昭                         | 日本の旗           | 67   | 男優                                                                     |
| 4月  | 29日 | ジョエル・ゴールドスミス       | アメリカ合衆国の旗 | 54   | 映画音楽作曲家                                                           |
| 5月  | 15日 | 中原早苗                       | 日本の旗           | 76   | 女優                                                                     |
| 5月  | 16日 | 小林すすむ                     | 日本の旗           | 58   | 俳優                                                                     |
| 5月  | 19日 | 杉山平一                       | 日本の旗           | 97   | 詩人・映画評論家・帝塚山学院大学名誉教授                                 |
| 5月  | 29日 | 新藤兼人                       | 日本の旗           | 100  | 映画監督                                                                 |
| 5月  | 30日 | 尾崎紀世彦                     | 日本の旗           | 69   | 歌手                                                                     |
| 6月  | 2日  | キャスリン・ジューステン       | アメリカ合衆国の旗 | 73   | 女優                                                                     |
| 6月  | 8日  | 赤江瀑                         | 日本の旗           | 79   | 小説家                                                                   |
| 6月  | 15日 | 伊藤エミ                       | 日本の旗           | 70   | 元・ザ・ピーナッツ                                                       |
| 6月  | 19日 | リチャード・リンチ             | アメリカ合衆国の旗 | 72   | 俳優                                                                     |
| 6月  | 20日 | アンドリュー・サリス           | アメリカ合衆国の旗 | 83   | 映画批評家                                                               |
| 6月  | 24日 | 永畑道子                       | 日本の旗           | 81   | ノンフィクション作家                                                     |
| 6月  | 26日 | ノーラ・エフロン               | アメリカ合衆国の旗 | 71   | 脚本家・映画監督                                                         |
| 6月  | 27日 | 高村章子                       | 日本の旗           | 89   | 女優・声優                                                               |
| 6月  | 28日 | 小野ヤスシ                     | 日本の旗           | 72   | 俳優                                                                     |
| 6月  | 29日 | 地井武男                       | 日本の旗           | 70   | 俳優                                                                     |
| 7月  | 3日  | アンディ・グリフィス           | アメリカ合衆国の旗 | 86   | 俳優・テレビプロデューサー・歌手                                         |
| 7月  | 7日  | 遠藤太津朗                     | 日本の旗           | 84   | 俳優                                                                     |
| 7月  | 8日  | アーネスト・ボーグナイン       | アメリカ合衆国の旗 | 95   | 俳優                                                                     |
| 7月  | 9日  | 山田五十鈴                     | 日本の旗           | 95   | 女優                                                                     |
| 7月  | 12日 | 和田嘉訓                       | 日本の旗           | 76   | 映画監督・脚本家                                                         |
| 7月  | 13日 | リチャード・D・ザナック        | アメリカ合衆国の旗 | 77   | 映画プロデューサー                                                       |
| 7月  | 13日 | セイジ・スタローン             | アメリカ合衆国の旗 | 36   | 俳優・映画監督                                                           |
| 7月  | 15日 | セレステ・ホルム               | アメリカ合衆国の旗 | 95   | 女優                                                                     |
| 7月  | 15日 | 高林陽一                       | 日本の旗           | 81   | 映画監督・映画プロデューサー                                             |
| 7月  | 17日 | 小島秀哉                       | 日本の旗           | 78   | 俳優                                                                     |
| 7月  | 21日 | ズザンネ・ロター               | 西ドイツの旗       | 51   | 女優                                                                     |
| 7月  | 22日 | フランク・ピアソン             | アメリカ合衆国の旗 | 87   | 脚本家、映画監督                                                         |
| 7月  | 25日 | 清川新吾                       | 日本の旗           | 73   | 俳優                                                                     |
| 7月  | 29日 | クリス・マルケル               | フランスの旗       | 91   | 作家・写真家・映画監督                                                   |
| 7月  | 31日 | ゴア・ヴィダル                 | アメリカ合衆国の旗 | 86   | 小説家・劇作家・評論家・脚本家・俳優・政治活動家                         |
| 8月  | 1日  | 津島恵子                       | 日本の旗           | 86   | 女優                                                                     |
| 8月  | 6日  | マーヴィン・ハムリッシュ       | アメリカ合衆国の旗 | 68   | 作曲家                                                                   |
| 8月  | 10日 | カルロ・ランバルディ           | イタリアの旗       | 86   | 視覚効果アーティスト                                                     |
| 8月  | 15日 | ハリイ・ハリスン               | アメリカ合衆国の旗 | 87   | SF作家                                                                   |
| 8月  | 16日 | ウィリアム・ウィンダム         | アメリカ合衆国の旗 | 88   | 俳優                                                                     |
| 8月  | 19日 | トニー・スコット               | イングランドの旗   | 68   | 映画監督                                                                 |
| 8月  | 21日 | 内藤武敏                       | 日本の旗           | 86   | 俳優                                                                     |
| 8月  | 29日 | 春日野八千代                   | 日本の旗           | 96   | 女優                                                                     |
| 9月  | 1日  | ハル・デヴィッド               | アメリカ合衆国の旗 | 91   | 作詞家                                                                   |
| 9月  | 3日  | マイケル・クラーク・ダンカン   | アメリカ合衆国の旗 | 54   | 俳優                                                                     |
| 9月  | 5日  | 堀川弘通                       | 日本の旗           | 95   | 映画監督                                                                 |
| 9月  | 10日 | スタンリー・ロング             | イングランドの旗   | 78   | 脚本家・撮影監督・編集者                                                 |
| 9月  | 11日 | 登石雋一                       | 日本の旗           | 80   | 元・東映アニメーション代表取締役社長・元・東映ラボ・テック代表取締役社長 |
| 9月  | 25日 | アンディ・ウィリアムス         | アメリカ合衆国の旗 | 84   | ポピュラー歌手                                                           |
| 9月  | 29日 | 冴島奈緒                       | 日本の旗           | 44   | 歌手・女優                                                               |
| 10月 | 1日  | 高田拓土彦                     | 日本の旗           | 68   | 俳優・脚本家・映画監督                                                   |
| 10月 | 2日  | 大滝秀治                       | 日本の旗           | 87   | 俳優                                                                     |
| 10月 | 3日  | 馬渕晴子                       | 日本の旗           | 75   | 女優                                                                     |
| 10月 | 4日  | 井川邦子                       | 日本の旗           | 88   | 女優                                                                     |
| 10月 | 5日  | クロード・ピノトー             | フランスの旗       | 87   | 映画監督・脚本家                                                         |
| 10月 | 5日  | エドヴァルド・ミルゾヤン       | アルメニアの旗     | 91   | 作曲家                                                                   |
| 10月 | 9日  | 大山克巳                       | 日本の旗           | 82   | 俳優                                                                     |
| 10月 | 10日 | 近藤司                         | 日本の旗           | 81   | 美術監督                                                                 |
| 10月 | 11日 | 東祥高                         | 日本の旗           | 64   | 作曲家、                                                                 |
| 10月 | 13日 | 山田吾一                       | 日本の旗           | 79   | 俳優                                                                     |
| 10月 | 14日 | 今井和子                       | 日本の旗           | 81   | 女優                                                                     |
| 10月 | 17日 | 若松孝二                       | 日本の旗           | 76   | 映画監督                                                                 |
| 10月 | 17日 | シルビア・クリステル           | オランダの旗       | 60   | 女優                                                                     |
| 10月 | 20日 | レイモンド・L・ワトソン        | アメリカ合衆国の旗 | 86   | 元・ウォルト・ディズニー・カンパニー代表取締役会長                       |
| 10月 | 22日 | 太田蘭三                       | 日本の旗           | 83   | 小説家                                                                   |
| 10月 | 26日 | 長野洋                         | 日本の旗           | 78   | 脚本家                                                                   |
| 10月 | 26日 | 桑名正博                       | 日本の旗           | 59   | ミュージシャン・俳優                                                     |
| 10月 | 29日 | 石川進                         | 日本の旗           | 79   | 歌手・声優・俳優                                                         |
| 10月 | 30日 | 藤本義一                       | 日本の旗           | 79   | 小説家・放送作家                                                         |
| 11月 | 2日  | 橋本文雄                       | 日本の旗           | 84   | 録音技師・日本映画・テレビ録音協会顧問                                   |
| 11月 | 6日  | 石上三登志                     | 日本の旗           | 73   | 映画評論家                                                               |
| 11月 | 8日  | ルシール・ブリス               | アメリカ合衆国の旗 | 96   | 女優                                                                     |
| 11月 | 10日 | 森光子                         | 日本の旗           | 92   | 女優                                                                     |
| 11月 | 10日 | 桜井センリ                     | 日本の旗           | 86   | 俳優                                                                     |
| 11月 | 12日 | 伊藤邦男                       | 日本の旗           | 82   | テレビ朝日相談役                                                         |
| 11月 | 15日 | 小林俊一                       | 日本の旗           | 79   | テレビプロデューサー・日本映画テレビプロデューサー協会常務理事           |
| 11月 | 15日 | 荒川太朗                       | 日本の旗           | 56   | 俳優・声優                                                               |
| 11月 | 16日 | 斎藤美和                       | 日本の旗           | 85   | 女優                                                                     |
| 11月 | 17日 | 牧野エミ                       | 日本の旗           | 53   | タレント・振付師                                                         |
| 11月 | 19日 | 井上雪子                       | 日本の旗           | 97   | 女優                                                                     |
| 11月 | 19日 | 宮史郎                         | 日本の旗           | 69   | 演歌歌手                                                                 |
| 11月 | 21日 | デボラ・ラフィン               | アメリカ合衆国の旗 | 59   | 女優                                                                     |
| 11月 | 22日 | 玄也                           | 日本の旗           | 23   | 俳優・スタントマン                                                       |
| 11月 | 23日 | ラリー・ハグマン               | アメリカ合衆国の旗 | 81   | 俳優                                                                     |
| 11月 | 25日 | 斎藤光正                       | 日本の旗           | 80   | 映画監督                                                                 |
| 12月 | 1日  | ジョゼ・ベナゼラフ             | フランスの旗       | 90   | 映画監督・脚本家                                                         |
| 12月 | 3日  | 小月冴子                       | 日本の旗           | 89   | 女優                                                                     |
| 12月 | 4日  | ヘリット・ファン・ダイク       | オランダの旗       | 74   | 映画監督・アニメーター                                                   |
| 12月 | 5日  | 中村勘三郎 (18代目)            | 日本の旗           | 57   | 歌舞伎役者                                                               |
| 12月 | 6日  | 佐藤允                         | 日本の旗           | 78   | 俳優                                                                     |
| 12月 | 9日  | 竹花梓                         | 日本の旗           | 36   | 女優                                                                     |
| 12月 | 10日 | 小沢昭一                       | 日本の旗           | 83   | 俳優                                                                     |
| 12月 | 11日 | ラヴィ・シャンカル             | インドの旗         | 92   | 作曲家                                                                   |
| 12月 | 19日 | 中沢啓治                       | 日本の旗           | 73   | 漫画家                                                                   |
| 12月 | 24日 | チャールズ・ダーニング         | アメリカ合衆国の旗 | 80   | 俳優                                                                     |
| 12月 | 24日 | ジャック・クラグマン           | アメリカ合衆国の旗 | 90   | 俳優                                                                     |
| 12月 | 24日 | リチャード・ロドニー・ベネット | イギリスの旗       | 76   | 作曲家                                                                   |
| 12月 | 26日 | ジェリー・アンダーソン         | イギリスの旗       | 83   | 映像作品プロデューサー                                                   |
| 12月 | 27日 | 千石規子                       | 日本の旗           | 90   | 女優                                                                     |
| 12月 | 27日 | 谷口節                         | 日本の旗           | 65   | 声優                                                                     |
| 12月 | 27日 | ハリー・ケリー・ジュニア       | アメリカ合衆国の旗 | 91   | 俳優                                                                     |
| 12月 | 28日 | ジョン・フィンチ               | イギリスの旗       | 70   | 俳優                                                                     |
| 12月 | 29日 | 阿部征司                       | 日本の旗           | 75   | テレビプロデューサー                                                     |
| 12月 | 30日 | ベアテ・シロタ・ゴードン       | オーストリアの旗   | 89   | 舞台美術監督                                                             |
| 12月 | 31日 | ジャン＝アンリ・ロジェ         | フランスの旗       | 63   | 映画監督・俳優                                                           |